# Alex Fontana
Alex Fontana (Lugano, Suiza; 5 de agosto de 1992) es un piloto de automovilismo suizo.
Ha participado en varias competiciones automovilísticas incluyendo la Fórmula Abarth, Campeonato de Italia de Fórmula 3, European F3 Open, GP3 Series y la World Series by Renault.

## Resultados

### GP3 Series
(Clave) (negrita indica pole position) (cursiva indica vuelta rápida puntuable)

| Año  | Escudería         | 1   | 1   | 2   | 2   | 3   | 3   | 4   | 4   | 5   | 5   | 6   | 6   | 7   | 7   | 8   | 8   | 9   | 9   | Pos. | Puntos | Ref.  |
| ---- | ----------------- | --- | --- | --- | --- | --- | --- | --- | --- | --- | --- | --- | --- | --- | --- | --- | --- | --- | --- | ---- | ------ | ----- |
| 2011 | Jenzer Motorsport | EST | EST | BAR | BAR | VAL | VAL | SIL | SIL | NÜR | NÜR | BUD | BUD | SPA | SPA | MNZ | MNZ |     |     | 24.º | 1      | [ 2 ] |
| 2011 | Jenzer Motorsport |     |     |     |     |     |     |     |     |     |     |     |     | 14  | 6   |     |     |     |     | 24.º | 1      | [ 2 ] |
| 2012 | Jenzer Motorsport | BAR | BAR | MON | MON | VAL | VAL | SIL | SIL | HOC | HOC | BUD | BUD | SPA | SPA | MNZ | MNZ |     |     | 18.º | 8.5    | [ 3 ] |
| 2012 | Jenzer Motorsport |     |     |     |     |     |     |     |     |     |     | 17  | 15  | 10  | 4   |     |     |     |     | 18.º | 8.5    | [ 3 ] |
| 2013 | Jenzer Motorsport | BAR | BAR | VAL | VAL | SIL | SIL | NÜR | NÜR | BUD | BUD | SPA | SPA | MNZ | MNZ | YMC | YMC |     |     | 17.º | 18     | [ 4 ] |
| 2013 | Jenzer Motorsport | 10  | 9   | 14  | 11  | 7   | 3   | Ret | 17  | 10  | 19  | 21  | 12  | Ret | Ret | 13  | 10  |     |     | 17.º | 18     | [ 4 ] |
| 2014 | ART Grand Prix    | BAR | BAR | SPI | SPI | SIL | SIL | HOC | HOC | BUD | BUD | SPA | SPA | MNZ | MNZ | SOC | SOC | YMC | YMC | 11.º | 43     | [ 5 ] |
| 2014 | ART Grand Prix    | 11  | 19  | Ret | 17  | 15  | Ret | 11  | 13  | 14  | 13  | 6   | 3   | Ret | 10  | 3   | Ret | 6   | 15  | 11.º | 43     | [ 5 ] |
| 2015 | Status Grand Prix | BAR | BAR | SPI | SPI | SIL | SIL | BUD | BUD | SPA | SPA | MNZ | MNZ | SOC | SOC | SAK | SAK | YMC | YMC | 16.º | 16     | [ 6 ] |
| 2015 | Status Grand Prix | 9   | 16  | 10  | 6   | 19  | 18  | 14  | 13  | 10  | 6   | 8   | 16  | 19  | 11  | 19  | 19  | 15  | 13  | 16.º | 16     | [ 6 ] |